# Classe Caledonia
La classe Caledonia est une classe de vaisseau de ligne de 1er rang armés de 120 canons, conçue pour la Royal Navy par Sir William Rule. Elle comprend 9 navires répartis en deux sous-classes. Un dixième navire aurait dû être construit mais il est modifié et lancé sous le nom de HMS Queen en 1839.

## Évolution
L'armement des unités est identique pour les trois premiers navires de la classe, à l'exception du nombre des carronades de la dunette qui passe de deux à six. L'armement du quatrième bâtiment est considérablement modifié, avec le remplacement de deux canons de 32 livres par des carronades de 68 livres, le passage de tous les canons des ponts médian et supérieur au calibre de 32 livres, le remplacement des six canons de 12 livres du gaillard d'avant par quatre carronades de 32 livres et deux de 18 et le retrait des carronades de la dunette.
Les cinq navires suivants sont construits sur un plan légèrement élargi, et cette sous-classe reçoit le même armement que le dernier vaisseau de la classe principal, le HMS Royal George.
À l'exception du HMS Caledonia, toutes les unités de la classe ont été transformées en navire à vapeur dans les années 1850.

## Les unités de la classe

### Sous-classe principale
| classe Caledonia       | classe Caledonia           | classe Caledonia | classe Caledonia  | classe Caledonia | classe Caledonia |
| Nom                    | chantier naval             | commande         | Lancement         | fin              | Tableau          |
| ---------------------- | -------------------------- | ---------------- | ----------------- | ---------------- | ---------------- |
| HMS Caledonia          | chantier naval de Plymouth | 19 janvier 1797  | 25 juin 1808      | démoli en 1875   |                  |
| HMS Britannia          | chantier naval de Plymouth | 6 novembre 1812  | 20 octobre 1820   | démoli en 1869   |                  |
| HMS Prince Regent (en) | chantier naval de Chatham  | 6 janvier 1812   | 12 avril 1823     | démoli en 1873   |                  |
| HMS Royal George (en)  | chantier naval de Chatham  | 2 septembre 1819 | 22 septembre 1827 | vendu en 1875    |                  |

### Sous-classe élargie
| classe Caledonia       | classe Caledonia           | classe Caledonia | classe Caledonia  | classe Caledonia | classe Caledonia |
| Nom                    | chantier naval             | commande         | Lancement         | fin              | Tableau          |
| ---------------------- | -------------------------- | ---------------- | ----------------- | ---------------- | ---------------- |
| HMS Neptune (en)       | chantier naval de Plymouth | 12 février 1823  | 22 septembre 1832 | vendu en 1875    |                  |
| HMS Royal William (en) | chantier naval de Pembroke | 30 décembre 1823 | 2 avril 1833      | brûle en 1899    |                  |
| HMS Waterloo (en)      | chantier naval de Chatham  | 9 septembre 1823 | 18 juin 1833      | brûle en 1918    |                  |
| HMS Saint-George (en)  | chantier naval de Plymouth | 2 juin 1819      | 27 août 1840      | vendu en 1883    |                  |
| HMS Trafalgar          | chantier naval de Woolwich | 22 février 1825  | 21 juin 1841      | vendu en 1906    |                  |